# Nemoci ptáků

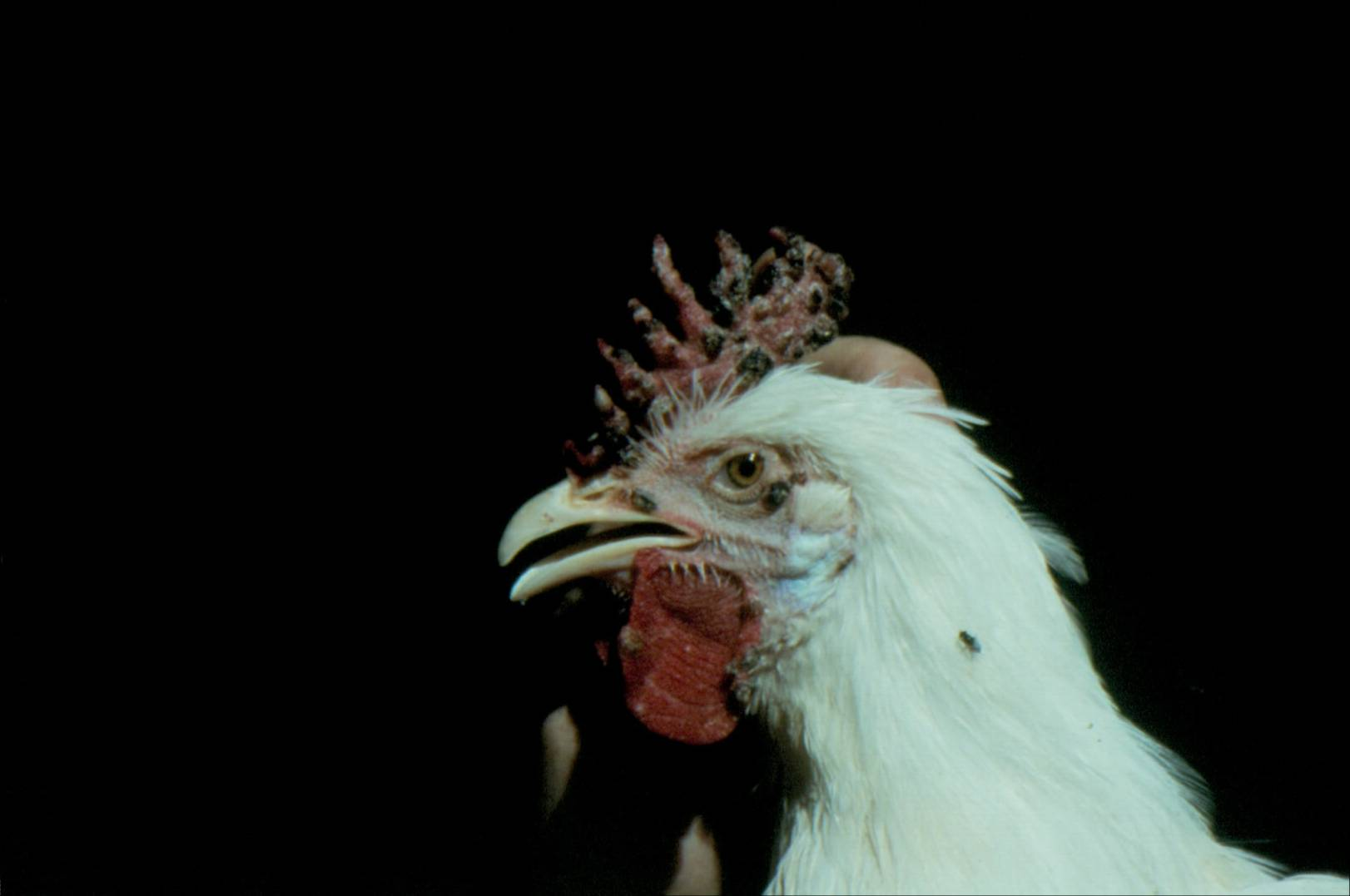
Neštovice ptáků

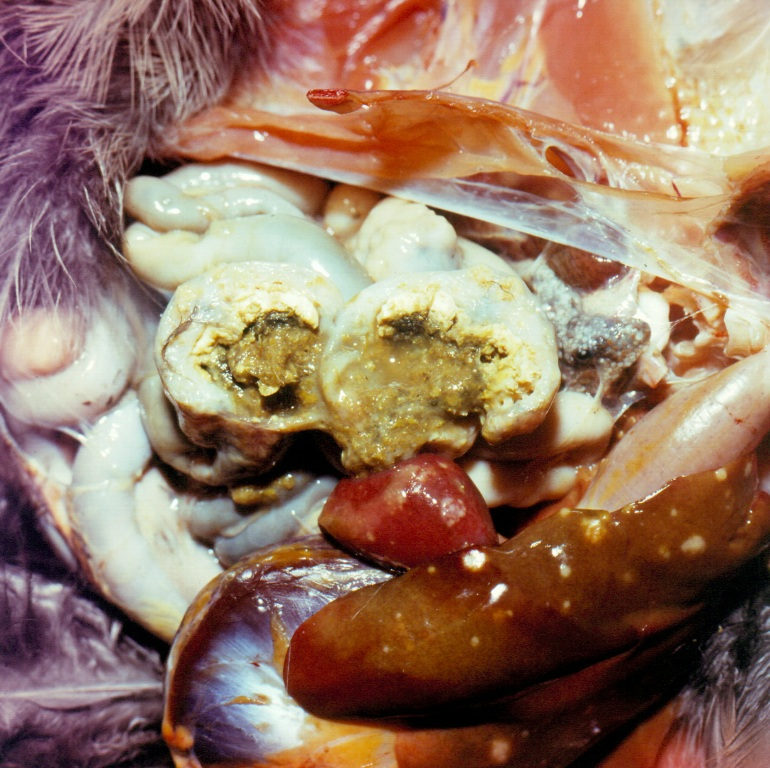
Ptačí tuberkulóza

Existuje velké množství nemocí ptáků, a to jak infekčních onemocnění, tak různých metabolických poruch a podobně.

## Význam
Nemoci ptáků jsou důležitou součástí výuky veterinárního lékařství a pochopitelně se také těší velkému zájmu chovatelů, bez ohledu na to, zda se jedná o chovatele či producenty hospodářsky významných druhů ptáků (drůbež, pštrosi, bažanti aj.) nebo chovatele ptáků ze záliby (holubi, dravci, exotičtí ptáci, zoologické zahrady aj.). Zdravotní problematika je v podstatě shodná u všech druhů ptáků, ale liší se hospodářským významem. Zatímco u drobnochovatelů ptáků ze záliby se jedná o jednotlivě nemocné ptáky většinou s menším ekonomickým dopadem, ve velkochovech drůbeže, faremních chovech pštrosů nebo bažantnicích se zpravidla jedná o onemocnění hejna tvořeného desítkami až stovkami tisíců kusů ptáků s možnými velmi vysokými hospodářskými ztrátami. Stejný význam má také skutečnost, zda se jedná o infekční onemocnění způsobované viry, bakteriemi, parazity nebo plísněmi, či o neinfekční onemocnění vyvolané nedostatky ve výživě anebo nevhodnými podmínkami chovu.

## Diagnostika
Zatímco určení druhu ptáka a jeho hospodářský význam či chovatelská záliba je zřejmé, stanovení druhu i příčiny onemocnění je velmi obtížné. Nemocného ptáka poznáme podle jeho chování a vzhledu. Zpravidla ztrácí pohybovou aktivitu, stává se netečným a straní se ostatních ptáků. Peří bývá neupravené, špinavé, příjem potravy i vody je snížen, objevují se klinické příznaky svědčící o poruše trávicího, dýchacího, nervového i dalších tělních systémů, reprodukční proces je narušen.
Diagnostika nemocí ptáků vyžaduje určitý postup. Prvotní jsou informace od chovatele o vzniku a průběhu nemoci, tzv. anamnéza. Klinické vyšetření ptáků vzhledem k malým tělesným rozměrům a přítomnosti peří má poněkud omezenou diagnostickou hodnotu ve srovnání se savci. Sleduje se výživný stav, chování ptáka, vyšetřují se jednotlivé tělní orgány, příp. i tělesná teplota. Vyšetření nemocných ptáků je důležité doplnit o pitevní nález příp. uhynulého zvířete ze stejně postiženého hejna a také o laboratorní vyšetření. Techniky fyzikálního i laboratorního vyšetření ptáků jsou stejné jako v humánní medicíně a díky výzkumu se neustále rozšiřují o novější a modernější postupy, včetně metod molekulárně biologických.

## Infekční onemocnění

### Virové infekce
- Pikornavirové infekce ptáků: Aviární encefalomyelitida – Virová hepatitida kachen – Infekční nefritida kuřat – Virová hepatitida krůt – Ptačí entero-like virusy
- Astrovirové infekce ptáků
- Reovirové infekce ptáků: Reovirová artritida drůbeže – Infekční myokarditida housat – Malabsorpční syndrom drůbeže – Rotavirové enteritidy ptáků
- Birnavirové infekce ptáků: Infekční burzitida drůbeže
- Arbovirové infekce ptáků: Togavirové infekce ptáků : Koňské encefalomyelitidy – Flavivirové infekce ptáků : Meningoencefalitida krůt – Bunyaviridae: Krymsko-konžská hemoragická horečka
- Chřipkové infekce ptáků: Chřipkový virus A – Chřipka drůbeže
- Paramyxovirové infekce ptáků: Newcastleská nemoc – Virus Newcastleské nemoci – Rhinotracheitida krůt – Syndrom oteklé hlavy u kura domácího
- Koronavirové infekce ptáků: Infekční bronchitida drůbeže – Virus infekční bronchitidy – Koronavirová enteritida krůt
- Rhabdovirové infekce ptáků: Vzteklina u ptáků
- Bornavirové infekce ptáků: Bornaská choroba u pštrosů
- Retrovirové infekce ptáků: Aviární leukóza – Retikuloendoteliózy – Osteopetróza drůbeže
- Parvovirové infekce ptáků: Parvoviróza housat
- Adenovirové infekce ptáků: Inkluzní hepatitida drůbeže – Bronchitida křepelů – Syndrom hydroperikardu a hepatitidy u brojlerů – Hemoragická enteritida krůt, mramorovaná slezina bažantů a adenovirová splenomegalie kuřat – Adenovirová salpingitida drůbeže
- Herpesvirové infekce ptáků: Infekční laryngotracheitida – Herpesvirová enteritida kachen – Markova nemoc – Tracheitida amazoňanů – Pachecova nemoc – Inkluzní hepatitida holubů
- Poxvirové infekce ptáků: Neštovice ptáků
- Hepadnavirové infekce ptáků: Hepatitida B u kachen
- Cirkovirové infekce ptáků: Infekční anémie kuřat – Cirkoviróza papoušků
- Papovavirové infekce ptáků: Papilomatóza ptáků – Polyomaviróza ptáků
- Neklasifikované infekce: Neuropatická dilatace proventrikulu papoušků – Hypoglycemia-spiking mortality syndrome u brojlerů – Poult enteritis-mortality syndrom u krůt – Virová proventrikulitida brojlerů – Zvětšená slezina a játra u slepic

### Bakteriální infekce
- Enterobakteriální infekce ptáků: Kolibacilóza – Salmonelózy drůbeže: Pulorová nákaza – Salmonella pullorum – Tyf drůbeže – Salmonella gallinarum – Arizonóza krůt – Paratyfové infekce ptáků – Paratyfové salmonely drůbeže – Pseudotuberkulóza ptáků – Yersinia pseudotuberculosis
- Kampylobakterióza ptáků – Campylobacter
- Cholera drůbeže
- Hemofilová rýma drůbeže
- Bordetelóza krůt
- Riemerelóza drůbeže
- Ornithobakterióza drůbeže
- Klostridiové infekce ptáků: Ulcerativní enteritida ptáků – Nekrotická enteritida drůbeže – Gangrenózní dermatitida drůbeže – Botulismus ptáků
- Stafylokokóza ptáků
- Streptokokóza ptáků
- Červenka drůbeže
- Ptačí tuberkulóza
- Spirochetové infekce ptáků: Borrelióza ptáků – Střevní spirochetóza ptáků
- Listerióza ptáků
- Mykoplasmové infekce ptáků: Chronická respirační nemoc kura domácího – Infekční sinusitida krůt – Zánět vzdušných vaků krůt – Infekční synovitida drůbeže
- Chlamydióza ptáků

### Plísňové infekce
- Mykózy ptáků: Megabakterióza ptáků – Aspergilóza ptáků – Kandidóza ptáků – Daktylarióza drůbeže – Kryptokokóza ptáků – Histoplasmóza ptáků
- Dermatomykózy: Favus drůbeže – Rhodotoruliáza ptáků
- Mykotoxikózy ptáků: Aflatoxikóza drůbeže – Ochratoxikóza drůbeže – Fusariotoxikózy drůbeže – Stachybotryotoxikóza drůbeže

### Parazitární infekce
- Protozoózy ptáků: Giardióza ptáků – Hexamitóza ptáků – Histomonóza krůt – Trichomonóza ptáků – Kokcidióza domácí drůbeže – Eimeria necatrix – Eimeria acervulina – Eimeria brunetti – Eimeria maxima – Kokcidióza dravců – Kokcidióza papoušků – Sarkocystóza ptáků – Toxoplasmóza – Kryptosporidióza ptáků – Krevní paraziti ptáků
- Helmintózy: Cestodózy (tasemnice rodu Davainea, Raillietina, Amoebotaenia) – Trematodózy (motolice rodu Billharziella, Trichobilharzia, Echinostoma, Philophtalmus, Prosthogonimus)	- Nematodózy (Askaridióza – Ascaridia galli, Kapilarióza – Capillaria spp., Heterakidóza – Heterakis gallinarum, Syngamus trachea, Amidostomum anseris), – Akantocefalózy
- Artropodózy: Akarózy (Ixodidóza, Argasidóza, Čmelíkovitost, Knemidokoptóza, Cytoditózy, Laminosioptóza) Entomózy (Všenky, Ploštice, Blechy)

## Neinfekční onemocnění ptáků

### Orgánové nemoci nebo syndromy
Nemoci cirkulačního systému ptáků
Ruptura aorty u krůt - Syndrom náhlého úhynu krůt - Spontánní kardiomyopatie u krůt - Syndrom náhlého úhynu brojlerů - Kulaté srdce u kura
Nemoci respiračního systému ptáků
Onemocnění horních cest dýchacích - Onemocnění dolních cest dýchacích
Nemoci trávicího systému ptáků
Onemocnění zobáku: Vývojové a růstové abnormality - Přerůstání zobáku, deformace - Traumatizace zobáku -
Onemocnění dutiny zobáku: Stomatitida - Nemoci jazyka
Onemocnění jícnu a volete: Pendulující vole - Cizí tělesa - Struma - Traumatizace volete
Onemocnění žaludků: Dilatace proventrikulu u kura domácího - Cizí tělesa - Eroze svalnatého žaludku
Onemocnění střev: Ileus, intususcepce, volvulus - Enteritidy
Onemocnění kloaky: Prolaps kloaky - Papilomy - Obstipace kloaky
Onemocnění pankreatu: Akutní pankreatitida/nekróza pankreatu - Chronická pankreatitida/fibróza
Onemocnění jater: Amyloidóza - Hemochromatóza - Hepatotoxikózy
Nemoci kůže a peří ptáků
Dermatopatie končetin a běháků - Pododermatitida - Syndrom nekrózy kůže běháků u amazoňanů - Endokrinní nemoci - Kožní cysty - Automutilace - Spontánní ztráta peří - Abnormální morfologie peří
Nemoci kosterního a svalového systému ptáků
Vybočení prstů - Spondylolisthesis - Deformace tarzálního kloubu - Rotace tibie - Tibiální dyschondroplasie - Myopatie prsní svaloviny
Nemoci nervového systému a poruchy chování u ptáků
Hysterie a panika - Požírání vajec - Kanibalismus u drůbeže
Nemoci reprodukčního systému ptáků
Retence vejce - Žloutková peritonitida - Zánět penisu u vodní drůbeže - Klecová únava slepic

### Metabolické poruchy
Výživa drůbeže – Minerální látky ve výživě drůbeže – Vitamíny u drůbeže – Vitamín A u ptáků – Hypovitaminóza A ptáků – Vitamín D u ptáků – Rachitida ptáků – Vitamín E u ptáků – Hypovitaminóza E ptáků – Hypovitaminózy B ptáků – Vitamín K u ptáků – Vitamín C u ptáků